# 신재로
신재로(Sinjae-ro)는 경상북도 영주시 가흥동 서부사거리 에서 풍기읍 기주교차로 잇는 도로이다.

## 주요 경유지
경상북도
- 영주시 (가흥동 . 안정면 . 봉현면 . 풍기읍)

## 노선
| 이름              | 접속 노선              | 소재지        | 소재지        | 비고                        |
| 신비로와 직결     | 신비로와 직결          | 신비로와 직결 | 신비로와 직결 | 신비로와 직결               |
| ----------------- | ---------------------- | ------------- | ------------- | --------------------------- |
| 서부사거리        | 회현로                 | 영주시        | 가흥동        |                             |
| 서부삼거리        | 대학로                 | 영주시        | 가흥동        |                             |
| 나무고개 교차로   | 국도 제36호선 (삼봉로) | 영주시        | 가흥동        |                             |
| 나무고개          |                        | 영주시        | 가흥동        |                             |
| 안정교            |                        | 영주시        | 안정면        |                             |
| 오현 교차로(회전) | 소백로                 | 영주시        | 봉현면        |                             |
| (이름없음)        | 오현로                 | 영주시        | 봉현면        | 국가지원지방도 제28호선구간 |
| 봉현사거리        | 풍기로                 | 영주시        | 봉현면        | 국가지원지방도 제28호선구간 |
| 풍기1교           |                        | 영주시        | 봉현면        |                             |
|                   | 풍기읍                 | 영주시        |               |                             |
| 기주 교차로       | 국도 제5호선 (죽령로)  | 영주시        |               |                             |

## 주요 시설및 건물
- HD현대오일뱅크 서부주유소 (신재로 3/가흥동 479-1)
- 영주서부초등학교 (신재로 12/가흥2동 507-6)
- 영주여자중학교 (신재로 14/가흥동 521-12)
- 기아오토큐 영주점 (신재로 21/가흥동 480-71)
- 현대블루핸즈 기흥점 (신재로 25/가흥동 480-15)
- 영주제일고등학교 (신재로 36/가흥2동 488)
- GS칼텍스 목현주유소 (신재로 78/가흥2동 641-15)
- SK에너지 활주로주유소 (신재로 157/상출동 51-1)
- 농협 안정농협 하나로마트 (신재로 530/신전리 3-10)
- 농협 안정농협 (신재로 530/신전리 3-10)
- S-OIL 무지개 셀프주유소 (신재로 329/신전리 78-6)
- 새마을금고 풍기새마을금고 안정지점 (신재로 534/신전리 79-5)
- 안정면행정복지센터 (신재로 537/신전리 75-2)
- 안정파출소 (신재로 541/신전리 77-4)
- 농협 안정농협 주유소 (신재로 548/신전리 90-12)
- SK에너지 삼성주유소 (신재로 640/신전리 146)
- S-OIL 풍기LPG충전소 (신재로 860/오현리 225)
- 농협 대구경북농금농협 영주지점 (신재로 932/오현리 273-1)